# Kochkiste

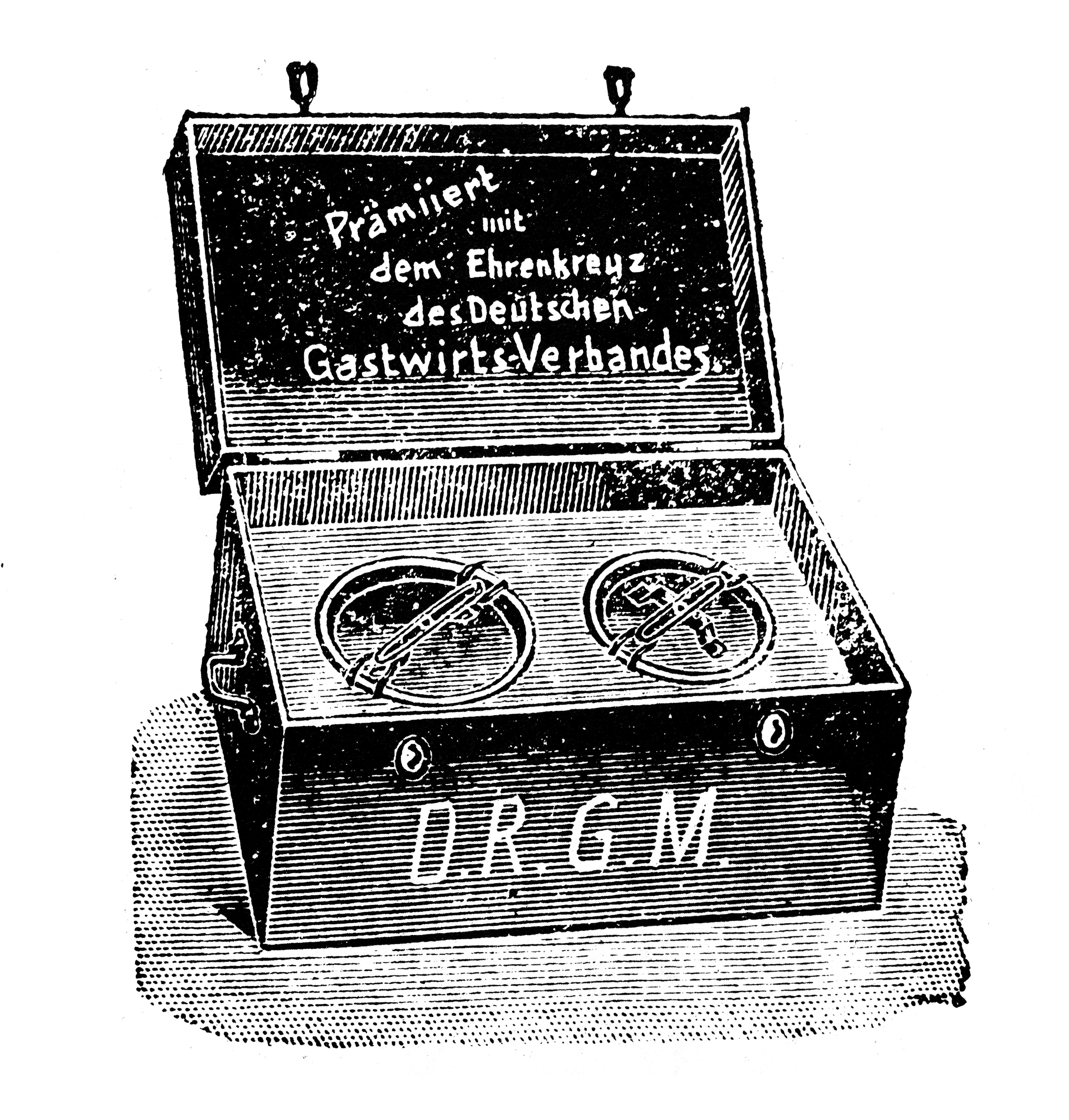
Kochkiste, spätes 19. Jhd.

Unter einer Kochkiste versteht man ein wärmedämmend ausgekleidetes Behältnis, in das einzelne Töpfe mit erhitzten Speisen eingestellt werden können, damit diese dann ohne weitere Energiezufuhr, über einen Zeitraum von Stunden, fertig garen. Dank der Wärmedämmung kann eine Kochkiste auch als einfacher Eisschrank genutzt werden.

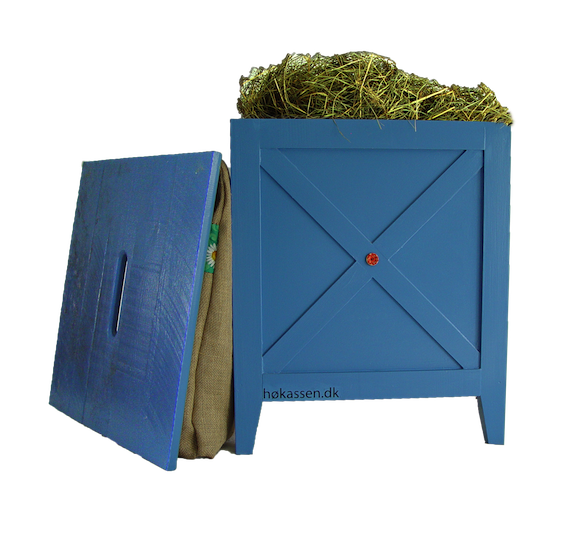
Kochkiste Dänisches Design 2009

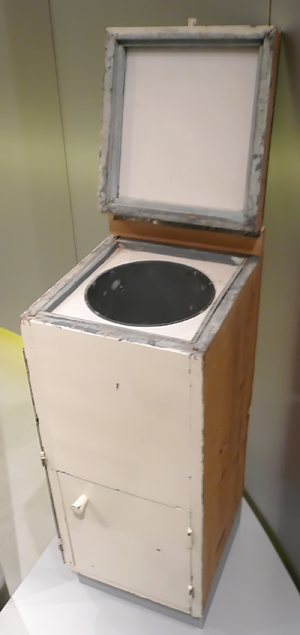
Kochkiste aus der Frankfurter Küche, 1926–1930, geöffneter Deckel.

## Geschichte
Die Kochkiste verdankt ihre Entstehung und ihre Verbreitung dem gegen Ende des 19. Jahrhunderts verbreiteten Bemühen, breiten Schichten der Bevölkerung Möglichkeiten zu sparsamem Wirtschaften zu zeigen. Sie erleichterte auch die Haushaltsführung berufstätiger Frauen, die morgens die Speisen kurz aufkochen und diese während ihrer Abwesenheit in der Kochkiste fertig garen lassen konnten.
In Zeiten knappen Brenn- und Heizmaterials sicherte die Kochkiste mit einem Minimalverbrauch des Heizmaterials die Zubereitung warmer Speisen, was zu ihrem verstärkten Einsatz in Kriegs(mangel)zeiten führte. So wurde in der Zeit des Ersten Weltkriegs in verschiedenen Kochbüchern die Nutzung der Kochkiste speziell behandelt und ihre Nutzung propagiert. Und noch nach dem Zweiten Weltkrieg wurden die Kochkisten z. B. während der Berlin-Blockade genutzt, um mit dem nur nachts kurz verfügbaren Strom Essen anzukochen und bis mittags fertig garen zu lassen.
In der 1926 entworfenen Frankfurter Küche, der auf Arbeitseffizienz ausgerichteten Vorläuferin der modernen Einbauküche, wurde aus arbeitsökonomischen Gründen ebenfalls eine Kochkiste eingeplant.

## Heute

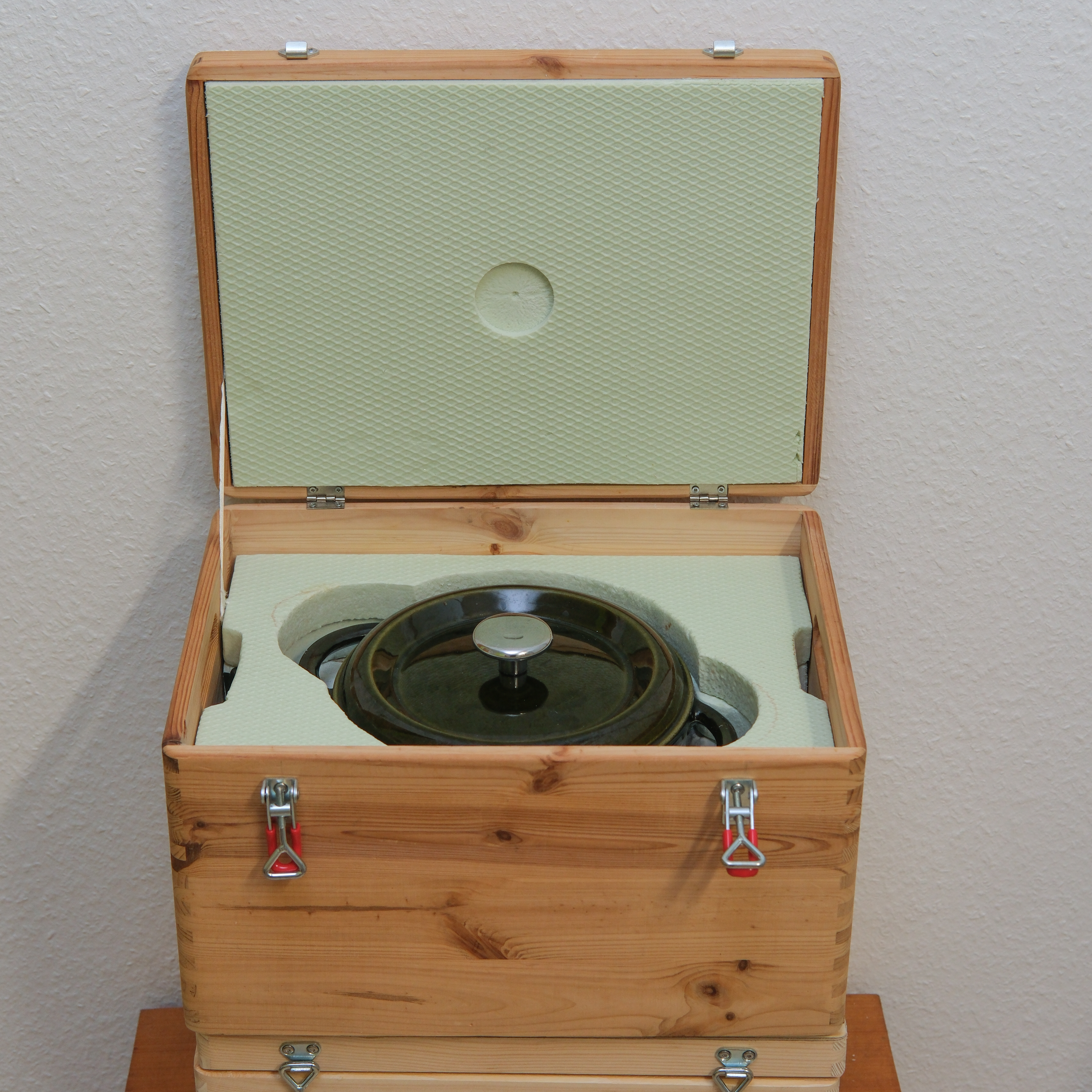
Moderne DIY-Kochkiste

Die Kochkiste wird zunehmend als ökologische und ökonomische Methode der Essenszubereitung eingesetzt. Die langsame Garung ist auch besonders schonend für die Lebensmittel. In jüngerer Zeit wurde die Idee der Kochkiste durch an die Topfformen angepasste Isolationsbehälter neu aufgegriffen. Behelfsmäßig reicht auch ein Bananenkarton ausgestopft mit Kissen oder einer Wolldecke. Altbewährt ist die Idee, eine flexible Hülle für den Topf zu benutzen, um eine flexiblere Nutzung von verschiedenen Topfgrößen zu ermöglichen. Früher hat man den Topf einfach ins Bett gestellt. Ein „Kochsack“ ist einfacher zwischenzulagern als eine starre Box.

## Konstruktion

### Kochkiste
Kochkisten gab es entweder als Eigenbau (aus einem Korb, einer Truhe oder einer Kiste, die mit einer Decke ausgelegt und Zeitungspapier, Stroh, Heu, oder ähnlichem ausgestopft wurde) oder auch seit 1900 industriell hergestellt. Als möglicher Erfinder gilt Karl Drais.

Konstruktion einer Kochkiste während des Ersten Weltkriegs. Fotos: Marie Goslich
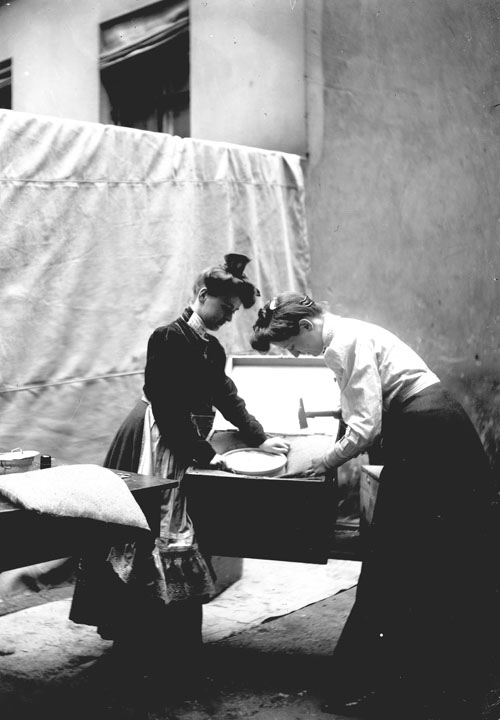
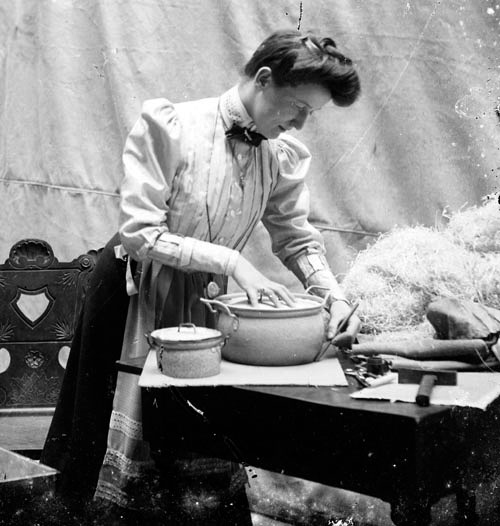
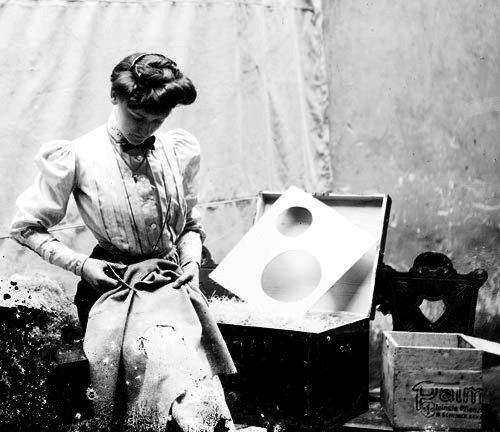
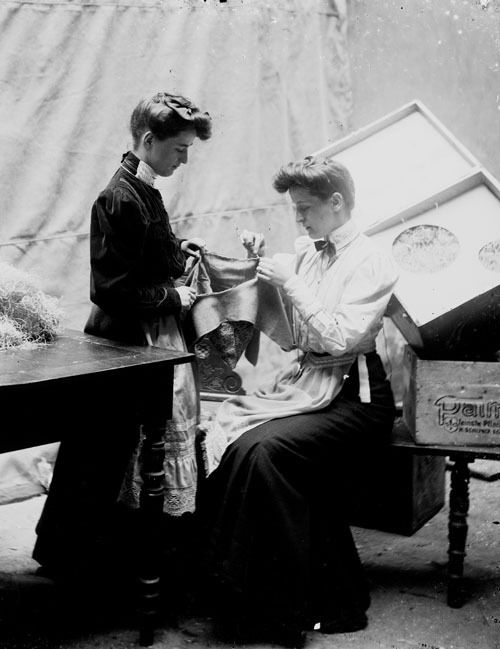
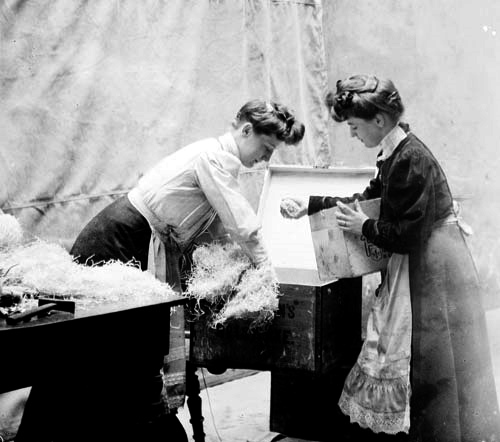
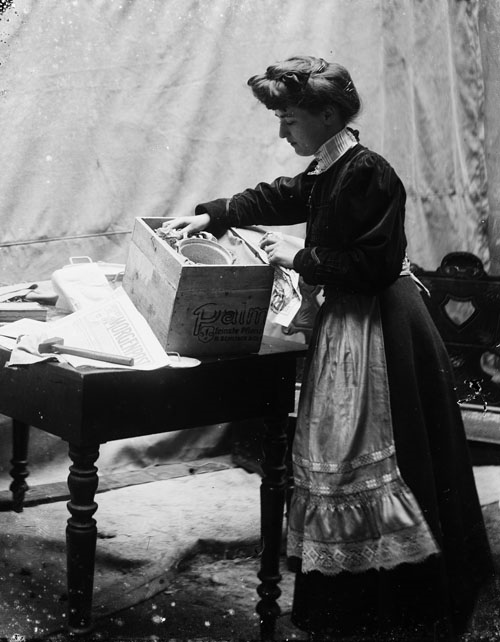

Moderne Kochkisten haben noch immer den gleichen Aufbau. Dabei werden, neben den oben genannten Materialien, häufig moderne Dämmstoffe zur Isolierung verwendet. Neben expandiertem Polystyrol (EPS, Handelsname Styropor), kommen extrudiertes Polystyrol (XPS, Handelsnamen u. a. Austrotherm XPS, Styrodur®, Swisspor XPS), Polypropylen-Schaum (EPP) oder Melaminharzschaum zur Anwendung.

### Thermotopf

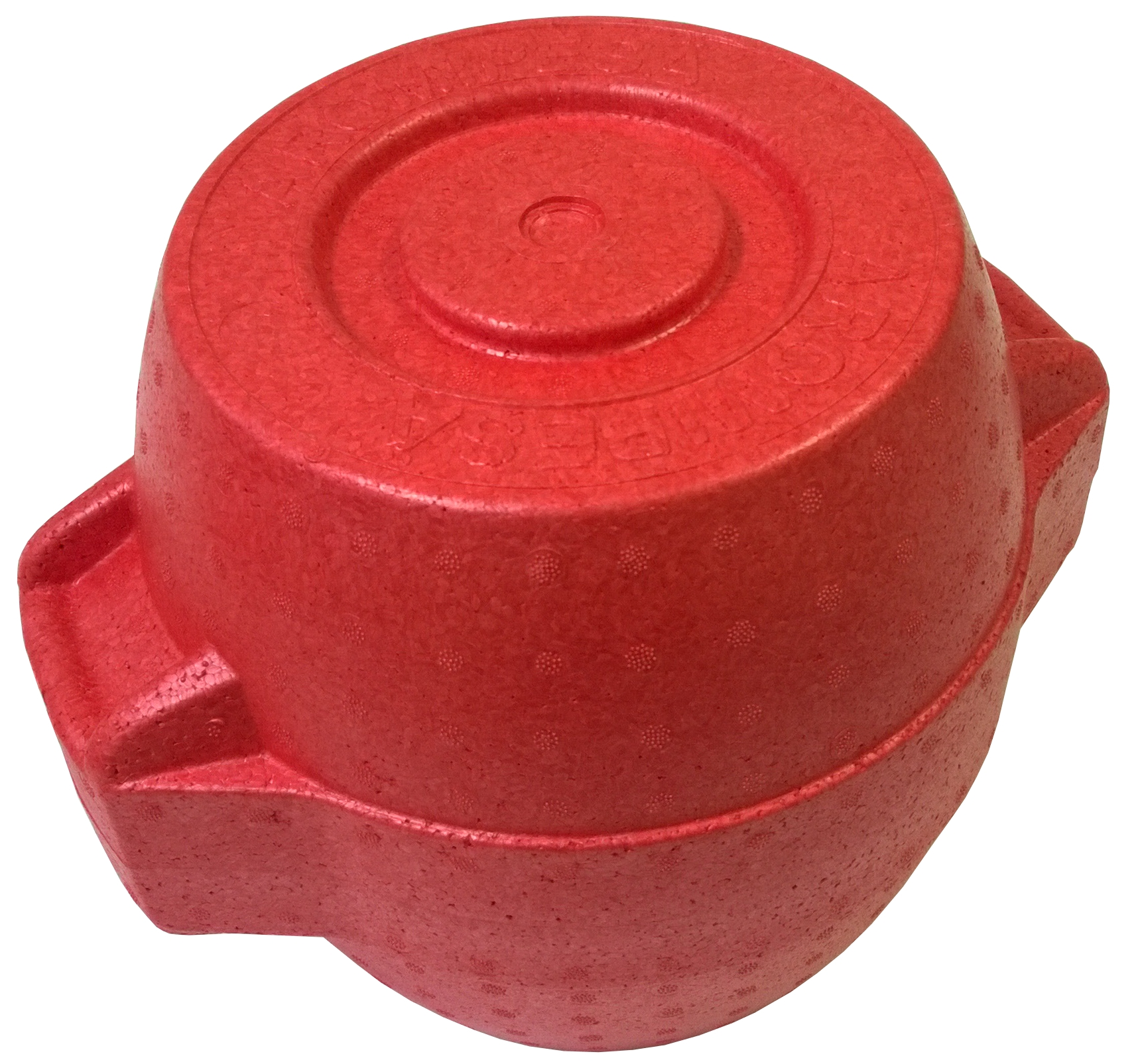
Thermotopf aus Finnland

Mittlerweile werden im Handel auch Thermotöpfe angeboten. Dabei handelt es sich um Kochtöpfe, für die eine passende Isolierung angefertigt wurde. Eine stabile Isolierung umschließt den Topf, Kisten oder andere Behälter sind dabei nicht nötig.

### Kochsack

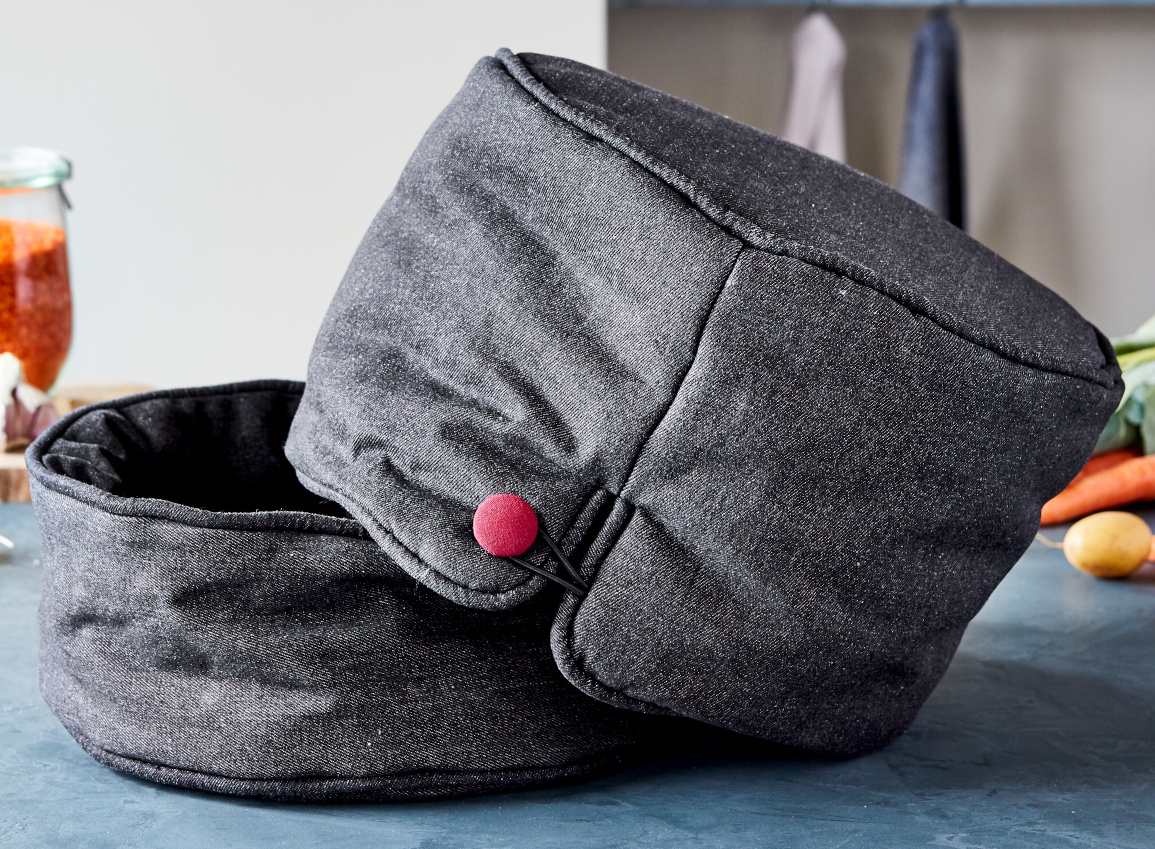
Moderner Kochsack

Eine weitere Variante ist der Kochsack. Das Behältnis besteht aus zwei unterschiedlich großen aus Stoff genähten Zylindern. Der Zwischenraum ist mit Dämmmaterial, z. B. Holzwolle gefüllt.